# Placas
Placas est une municipalité brésilienne située dans l'État du Pará.